# Kohei Fujita
Kohei Fujita (藤田 浩平 Fujita Kohei?), född 19 juni 1989 i Hyōgo prefektur, är en japansk fotbollsspelare.
Fujita började sin karriär 2012 i Kamatamare Sanuki. Han spelade 58 ligamatcher för klubben. Han avslutade karriären 2016.